# 地獄之門 (電影)
《地獄之門》（英語：The Doorway to Hell）是一部1930年的美國前法典荷里活犯罪電影，由阿奇·梅奧執導，主演是盧·艾爾斯和詹姆斯·卡格尼，這是卡格尼擔任的第二部電影角色。本片根據羅蘭德·布朗撰寫的故事《A Handful of Clouds》改編而成。本片的標題是許多前編碼電影的典型煽情標題。其推銷標語是「黑社會蔑視荷里活所製作的電影！」

## 演員
- 盧·艾爾斯（英语：Lew Ayres） 飾演 Louie
- 查爾斯·朱德爾斯（英语：Charles Judels） 飾演 Florist（刪除）
- Dorothy Mathews 飾演 Doris
- 利昂·珍妮（英语：Leon Janney） 飾演 Jackie
- 羅拔·艾略特（英语：Robert Elliott (actor)） 飾演 O'Grady
- 詹姆斯·卡格尼 飾演 Mileaway
- 肯尼斯·湯姆森（英语：Kenneth Thomson (actor)） 飾演 Capt. of Academy
- 傑里·曼蒂（英语：Jerry Mandy） 飾演 黑幫
- 諾爾·麥迪遜（英语：Noel Madison） 飾演 Rocco
- Edwin Argus 飾演 Midget
- 埃迪·凱恩（英语：Eddie Kane） 飾演 Dr. Morton
- 湯姆·威爾遜（英语：Tom Wilson (actor)） 飾演 黑幫
- 迪韋特·弗萊（英语：Dwight Frye） 飾演 黑幫

## 備註
1. ↑  Doherty. pg 103
2. ↑  Doherty. pg. 154

## 外部連結
- 互联网电影数据库（IMDb）上《The Doorway to Hell》的资料（英文）